# 亚历山大·布勒辛
亚历山大·布勒辛（德語：Alexander Blessin，1973年5月28日—）是德国前足球运动员及现任足球教练，自2024-25赛季起担任德甲升班马圣保利的主教练。

## 球员生涯
司职前锋的布勒辛早年在为斯图加特地区的多家业余俱乐部效力后，于1997年转会到斯图加特体育俱乐部的业余队。他在新东家的首个赛季便随队升入地区联赛，继而于1998-99赛季同时代表俱乐部一线队在德甲联赛中出场7次、欧洲联盟杯出场1次，但未能取得入球。布勒辛随后又为斯图加特踢球者效力了两年，并在45场德乙联赛中射入6球。2001年，他远赴土超联赛，但仅为安塔利亚踢了一场联赛。返回德国后，布勒辛从2002年到2010年辗转效力于多家地区联赛俱乐部，到职业生涯结束时共完成逾200场比赛。其中在2008-09赛季，他还参加了半季的职业赛事，代表雅恩雷根斯堡在新成立的德丙联赛中出场16次。布勒辛球员生涯的最后一站是邦兰登，他曾于2011年随队升入巴登-符腾堡高级联赛，却无法避免邦兰登在接下来的2011-12赛季直接降级。

## 教练生涯
挂靴后，布勒辛加入RB莱比锡，最初担任U-17梯队的助理教练，随后升任主教练。2018年至2020年，他则负责指导莱比锡的U-19梯队。布勒辛于2020年6月7日与比利时职业联赛俱乐部皇家奥斯坦德签订了首份职业球队执教合同，期至2021年届满，并有续签一年的选择权。奥斯坦德在去季联赛腰斩时仅以2分的优势排名倒数第二，险些降级，但布勒辛却让球队长期保持在前四名的位置，并有望入围争冠季后赛。至赛季结束时，奥斯坦德在常规赛中名列第五，仅可参加欧战季后赛，在那里他们获得了第3名，这意味着无缘欧战资格。尽管如此，他仍被职业联盟评为比利时年度最佳主教练，并引起了谢菲尔德联和凯尔特人等俱乐部的关注。
2021年9月初，奥斯坦德将布勒辛的合同延长至2023-24赛季结束。2022年1月19日，他获濒临降级的意甲俱乐部热那亚聘为新任主教练，合同为期两年半，为此该俱乐部需要支付一笔固定费用，以激活布勒辛与奥斯坦德合同中的买断条款。在无法挽救热那亚免于降级后，布勒辛仍被确认在2022-23赛季继续执教俱乐部，目标是带领红蓝军团迅速重返意甲。但随着遭遇一系列连败和失去对更衣室的控制，他最终于2022年12月6日遭立即解雇。
布勒辛于2023年7月初再获比利时职业联赛俱乐部皇家聖基萊斯聯聘为新任主教练，合同期限为两年。在他治下，球队在2023-24赛季常规赛中排名榜首完赛，领先第二名安德莱赫特8分。2024年5月9日，他又率队在2024年比利时杯决赛中以1比0战胜安特卫普，帮助俱乐部时隔110年重夺国家杯赛冠军。但在争冠季后赛中，圣吉罗斯联只能以亚军的成绩获得2024-25赛季欧冠的参赛资格。
至2024-25赛季，布勒辛转战德甲，接手升班马圣保利足球俱乐部，成为法比安·許爾策勒的继任主教练。

## 成就
球员
- 符腾堡杯冠军：1996年（邦兰登）
- 巴登-符腾堡高级联赛冠军：1998年（斯图加特业余队）
- 南部地区联赛冠军：2002年（瓦克尔布格豪森）
- 符腾堡协会联赛冠军：2011年（邦兰登）

主教练
- 比利时杯冠军：2024年（英语：2023–24 Belgian Cup）（圣吉罗斯联）

个人
- 比利时年度最佳主教练（英语：Belgian professional football awards）：2021年（英语：2020–21 Belgian First Division A）（皇家奥斯坦德）、2024年（圣吉罗斯联）[14]